# 클라우디오 발리오니

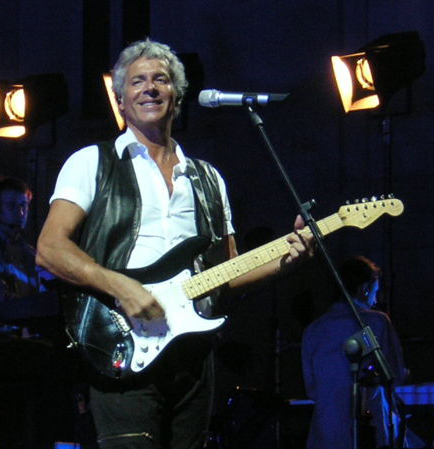
2006년

클라우디오 발리오니(Claudio Baglioni, 1951년 5월 16일 ~ )는 이탈리아의 팝 가수-송라이터이자 음악가이다. 이탈리아 로마 출생이다. 1968년 테디 레이노가 주최한 신인 콘테스트 '페스타 데리 시코노시티'에서 2위로 입상하고, 1970년 여름 디스크 음악제의 곡 <푸른 동화>로 데뷔했다. 그러나 그의 성공은 3년 뒤인 1973년 말 <이 작고도 큰 사랑>이 크게 히트하고부터이며, 1974년에는 <그리고 그대>, <자장가> 등이 히트하여 부동의 위치를 굳혔다. 그 밖에도 산 레모 입선작 <길은 외줄기> 등 많은 곡을 다른 가수를 위해 작곡했다. 1975년에도 <토요일 오후>가 크게 히트 인기 정상을 누렸다.